# Ixodes alluaudi
Ixodes alluaudi är en fästingart som beskrevs av Neumann 1913. Ixodes alluaudi ingår i släktet Ixodes och familjen hårda fästingar. Inga underarter finns listade i Catalogue of Life.